# Karl Ernst Schrod

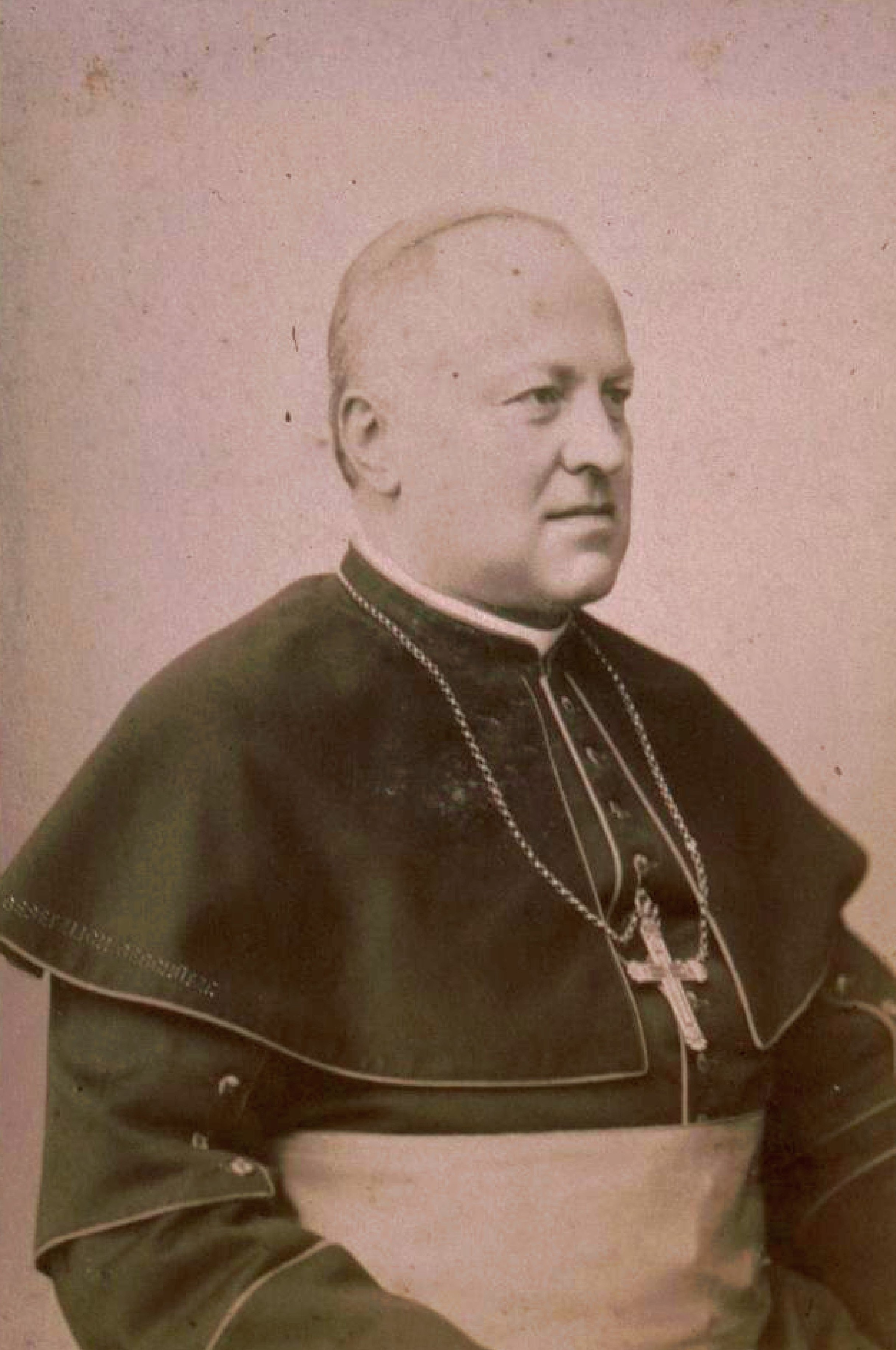
Karl Ernst Schrod

Karl Ernst Schrod (* 13. März 1841 in Bickendorf (Kreis Bitburg); † 10. April 1914 in Trier) war Pastoraltheologe und Liturgiker, sowie römisch-katholischer Weihbischof in Trier.

## Leben
Karl Ernst war der einzige Sohn des Johann Baptist Schrod († 1844) und der Scholastika Caecilia du Sartz de Vigneulles. Sein Vater verstarb in frühen Kindesjahren, seine Mutter musste ihn allein erziehen. Sie wohnten bei dem Großonkel, seine Kindheit verbrachte er in Rammelfangen, Beaumarais; hier besuchte er das Pro-Gymnasium, wechselte dann auf das Gymnasium Petrinum in Recklinghausen, wo er 1860 das Abitur erlangte. Von 1860 bis 1864 studierte er im Priesterseminar von Trier Philosophie und Theologie und wurde am 27. August 1864 zum Priester geweiht. Seine letzte Ruhestätte fand Schrod am 14. April 1914 in der Weihbischofskapelle am Trierer Domkreuzgang. Er ist Ehrenbürger seines Geburtsortes Bickendorf.

### Kirchlicher Werdegang
Seine erste Stelle als Kaplan übernahm er von 1864 bis 1867 in der St. Antonius Gemeinde in Trier, in dieser Zeit bekleidete er im Gesellenverein Trier das Amt des Präses. Am 24. Dezember 1867 wurde Schrod zum Vikar in Ensdorf (Saar) ernannt und übernahm 1868 die Pfarrei in Ensdorf, in diesem Zeitraum erfolgte die Gründung der örtlichen Rosenkranzbruderschaft. Die Berufung zum Professor für Pastoraltheologie am Priesterseminar in Trier erfolgte am 22. Oktober 1872. Das Priesterseminar in Trier wurde einhergehend mit dem Kulturkampf 1873 geschlossen. Schrod musste Deutschland verlassen und übernahm Seelsorgestellen in Löwen und Antwerpen, sowie in England und Luxemburg, 1880 kehrte er nach Trier zurück.
Am 28. Juli 1885 wurde Karl Ernst Schrod zum Geistlichen Rat ernannt, ab 1886 war er Subregens des bischöflichen Priesterseminars in Trier, das die Lehrtätigkeit 1885 wieder aufgenommen hatte. Am 17. Februar 1894 wurde er vom Trierer Bischof Michael Felix Korum zum Domkapitular ernannt. Am 17. April 1894 erfolgte die Ernennung zum Weihbischof in Trier und Titularbischof von Basilinopolis und am 6. Mai 1894 wurde er von Bischof Michael Felix Korum zum Bischof geweiht.

### Weihbischof
Weihbischof Schrod erhielt 1896 die Ernennung zum Trierer Offizial und 1897 übernahm er den Vorsitz des Verwaltungsrates des Bischöflichen Konvikts, dem folgte 1898 die Ernennung zum Domdechant. 1904 wurde er Präses des Diözesanmuseums und 1906 wurde er Ehrenmitglied des Verwaltungsrates. In seine weihbischöfliche Amtszeit fielen 93 Kirchenkonsekrationen, 44 Altarweihen, er spendete ca. 240 000 Gläubigen das Sakrament der Firmung. Er war Mitkonsekrator bei den Bischofsweihen von Erzbischof Charles-Henri-Jean-Willibrord Benzler OSB, Bischof Heinrich Vieter SAC und Bischof Jules-Joseph Cénes OMI. Nach seinem Tod folgte ihm Antonius Mönch als Weihbischof.

## Liturgische Werke
In seiner Schaffenszeit hat Schrod mehrere Gebets- und Andachtsbücher verfasst. Er war an der Umgestaltung des Trierer Diözesangesangbuches von 1892 beteiligt. Darüber hinaus hatte er einen großen Anteil an der vom Papst genehmigten Ausgabe des „Trierer Eigenteils des Missales und Breviers“ (1887). Schließlich war er auch maßgeblich an dem 1893 erschienenen „Trierischen Anhang zum römischen Rituale“ beteiligt.